# صفی‌آباد (بام و صفی‌آباد)
صفی‌آباد، شهری در بخش مرکزی شهرستان بام و صفی‌آباد در استان خراسان شمالی ایران است. این شهر، مرکز شهرستان بام و صفی‌آباد است.

## موقعیت
شهر صفی‌آباد مرکز شهرستان بام و صفی‌آباد در ۵۲ کیلومتری شمال شهر سبزوار و ۶۵ کیلومتری جنوب شرق شهر اسفراین و بین ۳۹ ۵۷ تا ۰۶ ۵۸ طول جغرافیای و ۳۵ ۳۶ تا ۵۵ ۳۶ عرض جغرافیای قرار گرفته است. این شهر از شمال به شهرستان فاروج از شرق دهستان دره یام (خوشاب) از جنوب به دهستان‌های رباط جز (خوشاب) و حکم آباد (جوین) و از غرب به دهستان آذری محدود می‌گردد.

## پیشینه

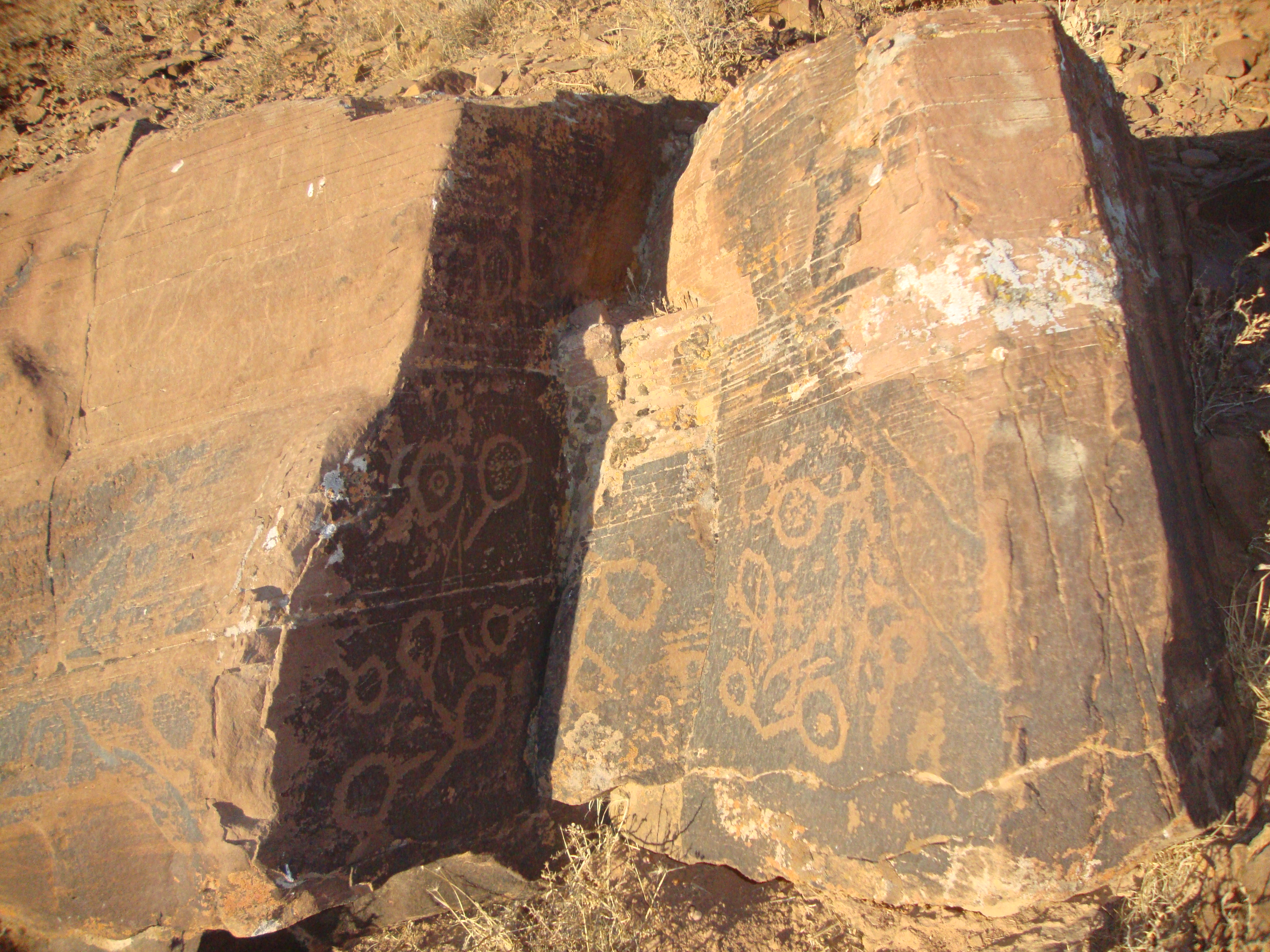
نقوش هندسی به شکل دایره در نقوش صخره ای از ولایت ارغیان

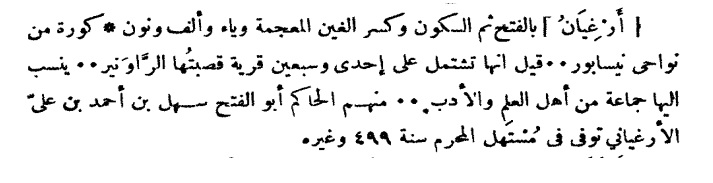
راونیر قصبه ولایت ارغیان در کتاب معجم البلدان

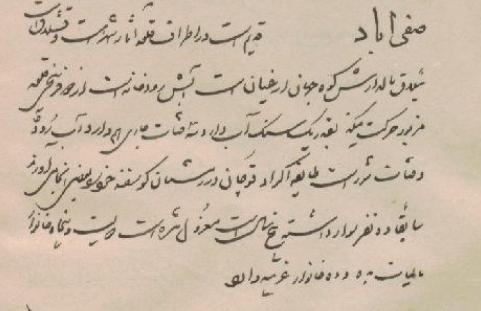
صفی‌آباد طبق نوشته کتابچه «بام و صفی‌آباد من محال ارض اقدس» دردوره قاجاریه

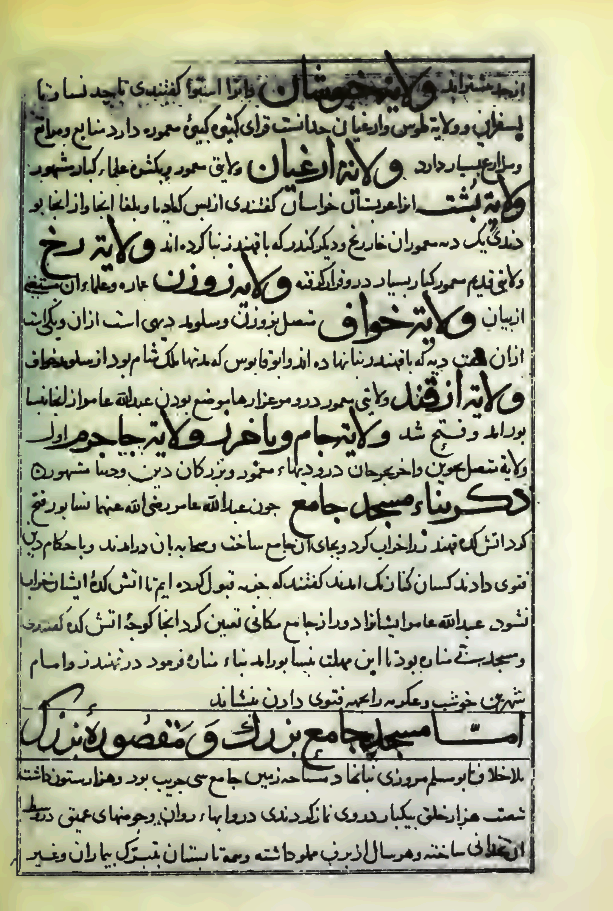
ولایت ارغیان، در میان ولایت‌های ربع نیشابور در صفحه‌ای از نسخه خطی ترجمه کتاب تاریخ نیشابور الحاکم.

نام این شهر به صورت ارغیان که بقایای آن در یک کیلومتری شمال شهر صفی‌آباد موجود بوده که به صورت مجموعه بنا و محوطه در فهرست آثار ملی به ثبت رسیده است.
موسی خورنی جغرافیدان ارمنی معاصر ساسانیان در معرفی قلمرو جغرافیایی ساسانیان می‌نویسد: سرزمین ایران در دوره ساسانی به چهار کوست (ناحیه) تقسیم می‌شد خراسان یکی از این کوست‌ها بود که بیست و شش ایالات داشت. یکی از این ایالات‌ها، اپرشهر یا همان نیوشاهپور بود. نیشابور نیز به نوبه خود دارای ۱۳ رستاق (شهرک) و ۴ تسوگ (طسوج یا بخش) بوده است و ارغیان، اسفراین، جوین و بیهق در زمره رستاق‌های سیزده‌گانه نیشابور بوده‌اند.
در اواخر دوره ساسانی با ورود اسلام به ایران، روانیر مرکز ولایت ارغیان که از توابع نیشابور ذکر شده است. ولایت ارغیان در سال ۳۱ هجری در زمان حکومت عثمان بن عفان به دست عبدالله بن عامر فتح می‌شود.
در قرن سوم هجری ابن رسته(۲۹۰ ه‍.ق) ارغیان را یکی از ۱۳ رستاق تابع نیشابور دانسته کمی بعد از ابن رسته در قرون سوم و چهارم هجری و ابوعبدالله حاکم نیشابوری تعداد ولایت‌های نیشابور را ۱۲ عدد دانسته که عبارتند از: ولایت بیهق، ولایت جوین، ولایت اسفراین، ولایت خبوشان، ولایت ارغیان، ولایت پشت ،ولایت رخ، ولایت زوزن، ولایت خواف ،ولایت ازقند ،ولایت جام، ولایت باخرز و ولایت جاجرم و از ارغیان به صورت یک ولایت که به کثرت علما و کبار مشهورمی باشد یاد کرده است. به اذعان اکثر منابع یکی از مهم‌ترین مراکز تربیت مشاهیر و دانشمندان جهان اسلام در سده‌های سوم و چهارم هجری ولایت ارغیان بوده که از جمله آن‌ها می‌توان به ابو عمرو محمد بن احمد بن جعفر بن احمد بن سیار مؤذن ارغیانی، ابو عمره بن مسیب بن ابی عبدلله محمد بن مسیب بن اسحاق بن عبدلله بن اسماعیل بن ادریس ارغیان، ابواحمد ارغیانی و محمد بن المسیب اشاره کرد.
در مورد موقعیت ولایت ارغیان در این دوره (سده‌های سوم و چهارم ه‍.ق) با استناد به نقشه ابن حوقل اینگونه برداشت می‌شود که روانیچ (راونیز) مرکز ارغیان بوده و حدود آن از شرق به نیشابور، از غرب به اسفراین، از جنوب به سبزوار و از شمال به نوقان می‌رسیده است. در همین دوره راه تجاری و ارتباطی اسفراین نیشابور از ارغیان می‌گذشته؛ و در مسیر عبور آن از سرزمین ارغیان، منابع به دو ایستگاه معقلی و راونیز اشاره کرده‌اند بطوریکه جیهانی در نیمه دوم سده چهارم هجری قمری نخستین ایستگاه راه اسفراین- ارغیان- نیشابور را منزلگاه معقلی ذکر کرده که در غرب منزلگاه دوم یعنی راونیز قرار داشته است.
با به حکومت رسیدن ملک شاه سلجوقی شهرهای خراسان به ویژه نیشابور با تأسیس مدارس نظامیه توسط خواجه نظام الملک به صورت یکی از مراکز پررونق علمی جهان اسلام درآمد و در این زمان ولایت ارغیان هم که یکی از توابع نیشابور محسوب می‌شد از رونق و شکوفایی خاصی به ویژه در زمینه تعلیم و تربیت اهل دانش برخوردار بوده است. از مشاهیر ولایت ارغیان در این دوره می‌توان به ابوالفتح ارغیانی اشاره کرد؛ بنا به نقل عبدالغافر فارسی در کتاب السیاق؛ ابوالفتح ارغیانی مدتی قضاوت در منطقه ارغیان را برعهده داشته است. و همچنین می‌نویسد؛ اسفنج، بان و راونیر از قرای ارغیان‌اند. ابوسعد سمعانی (۶۱۶–۵۶۲ هـ) نیز در توصیف ارغیان می‌نویسد:
 ارغیان ناحیه ای از نواحی نیشابور می‌باشد که مشتمل بر چندین قریه مانند سبنج، بان، راونیر و غیره است که روستاهای آن به دلیل جماعتی از اهل علم که به آنجا نسبت می‌دهند شناخته شده است.
.
یاقوت حموی در کتابش معجم البلدان دربارهٔ ارغیان می‌نویسد:
ارغیان کوره ای از نواحی نیشابور و مشتمل بر هفتادویک قریه که قصبه آن راونیر است.
.
در سال ۶۳۰ هجری حکمرانی خراسان به جنتیمور از سوی اوکتای قان داده می‌شود و ملک اسفراین، جوین، بیهق، جاجرم، خورند، و ارغیان هریک به پایزده یرلیغ به ملک بهاالدین واگذار می‌شود.
در حدود سال ۷۸۲ هجری زمانی که تیمور به اسفراین حمله می‌کند چنین به نظر می‌رسد که ارغیان رونق و اعتبار قبلی خود را از دست داده است.
امیرتیمور گورکانی پس از تصرف ولایت جهان و ارغیان مردم و حاکمان این ولایت را از بین می‌برد. (نطنزی، ۱۳۷۳، ص۲۴۰)

## وجه تسمیه شهر صفی‌آباد
نام صفی‌آباد فعلی بیشتر به دوره نادرشاه و پس از آن بر می‌گردد. این دهستان که امروزه به شهر مبدل گشته به سال ۱۱۴۰–۱۱۴۵ هجری به دست صفی خان بغایری احداث شد. در دوره قاجاریه در زمان محمد خان قاجار در سال ۱۲۱۱حاکم آن لطفعلی خان بغایری بود پس از او در سال ۱۲۱۵حکمت صفی‌آباد به لطفعلی خان بغایری رسید. صفی‌آباد در دوره قاجاریه در حدود ۵۰۰ خانوار بوده که نژاد آن‌ها از ترکان بغایری از تیره گرایلی می‌باشند.

## مشاهیر
- عندلیب صفی‌آبادی، شاعر قرن چهاردهم
- ملا محمد حسین خبوشانی صفی‌آبادی سبزواری، فیلسوف قرن سیزدهم[۱۸]
- شیخ عزالدین حسن اوغلو اسفراینی صفی‌آبادی، شاعر قرن پنجم

## توپوگرافی و ژئومورفولوژی شهر صفی‌آباد

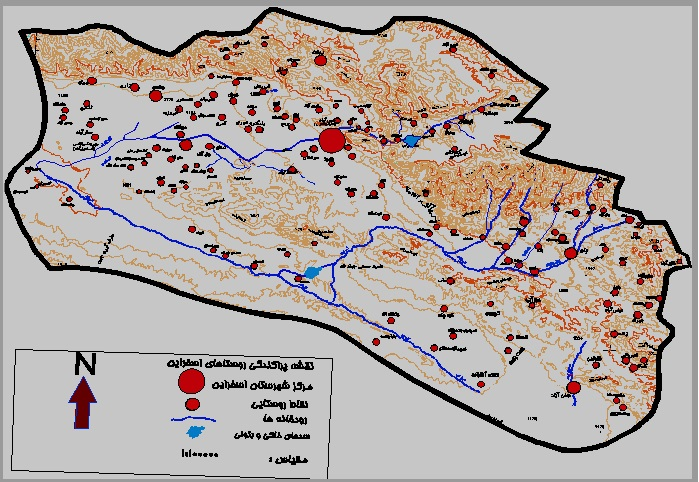
نقشه موقعیت رودها و کوه‌های بخش بام وصفی آباداسفراین

الف – دشت‌ها: اگر چه در بخش صفی‌آباد دشت به معنای واقعی کلمه وجود ندارد، اما با توجه به پستی و بلندی ناحیه یک بخش کم ارتفاع و تقریباً هموار وجود دارد که می‌توان از آن به عنوان دشت نام برد:
دشت صفی‌آباد – گراتی: این دشت با جهت و شیب جنوب شرقی- شمال غربی در قسمت جنوبی شهرستان اسفراین و در دامنه‌های شمالی هرده جوین (رشته اسفراین) در غرب و جنوب صفی‌آباد قرار دارد و به دشت چارم معروف و از اهمیت ویژه ای برخوردار است. این دشت از شمال غرب به دشت اسفراین متصل می‌گردد و رود قره سو (کال شور) در این دشت جریان دارد (فدایی، ۱۳۷۳: ۱۴). این دشت به صورت یک آمفی‌تئاتر بزرگی است که در داخل ان چاله‌های پست آهکی فراوان است، از سمت غرب توسط رودخانه سرخ آب که سه شاخه اصلی رودخانه کال شور اسفراین محسوب می‌شود زهکشی می‌گردد. به علت شستشوی مواد نرم و ریز توسط آب و باد در قسمت دشت، سرزمین پوشیده از شن و ریگ با پوشش گیاهی استپی پراکنده است؛ بنابراین دشت صفی‌آباد بی شباهت به یک دشت ریگی نیست که هنوز به صورت زره یا سنگ‌فرش در نیامده است و قابل ذکر است که پست-ترین منطقه بخش در محل کلاته حاج علیخان در این دشت است و بیشترین وسعت دهستان صفی‌آباد را این دشت دربر گرفته است.
دشت به دلیل کمی بارندگی و نامناسب بودن تشکیلات زمین‌شناسی (وجود مارن و گچ نمک دار) از یک طرف و بالا بودن آب‌های زیرزمینی و کیفیت پست آن و تبخیر از طرف دیگر، دشت شوره زار می‌باشد و محوطه‌های باستانی بیشتر در حاشیه شمالی دشت قرار داشته و بیشتر روستاها آب مورد نیاز خود را از قنات تأمین می‌کرده‌اند که گاهی طول این قنات‌ها به چندین کیلومتر می‌رسیده است.

## خاکها
خاک، محل تقاطع، تماس و تأثیر عوامل مهم اکولوژیکی سطح خارجی زمین است. این عوامل عبارتند از اقلیم یا آب و هوا، سنگ‌ها عوامل بیولوژیکی و عوامل جغرافیایی، به عبارت دیگر خاک در اثر فرایندهایی توسط آب وهوا و عوامل بیولوژیکی در روی سنگ‌ها حاصل می‌گردد. منشأ مواد معدنی آن متعلق به سنگ‌ها و منشأ مواد آلی آن وابسته به پوشش زنده آن و موجودات ریز و درشت است. خاک به اصطلاح دیگر مرز ممات و حیات است.
با یک دید کلی در منطقه ملاحظه می‌شود که ارتفاعات در بخش شمالی و اراضی پست در قسمت جنوبی واقع اند که دشت‌ها را شامل می‌شوند و شیب کلی از شمال به جنوب و از شرق به غرب منطقه می‌باشد. حال آن که خاک‌هایی که دامنه شمالی را تشکیل داده‌اند دارای بافتی خیلی سبک و گاهی سنگریزه‌های تشکیل شده که دارای ساختمان مشخص نمی‌باشند و به تدریج که به طرف جنوب نزدیک می‌شویم از ارتفاع نقاط کاسته شده و خاک‌ها سنگینتر می‌شوند.
دامنه کوه‌ها بیشتر از سنگریزه‌های حاصله از تخریب سنگ‌ها به وجود آمده که ابعاد آن‌ها به تدریج کم می‌شود در پایین دست این طبقه بافت خاک لیمونی است که بر روی یک طبقه شن قرار دارد. در دشت، بافت خاک مطبق و طبقه سطحی رسی لیمونی و طبقه زیر آن از رس تشکیل شده است و در قسمت جنوبی دشت خاک یکنواخت تر بوده و درصد رس آن زیادتر شده است.
سازنده‌های مارنی و رسی که حاوی گچ و نمک می‌باشند قسمت وسیعی از حوزه به خصوص قسمت‌های جنوبی (صفی‌آباد) را دربر گرفته از طرفی مانع فرورفتن آب‌ها گردیده و از طرفی به دلیل پایداری کم در مقابل فرسایش باعث انحلال در آب‌ها گردیده و باعث کیفیت نامطلوب آب‌های منطقه از نظر شرب و کشاورزی می‌شود و به عنوان یک عامل مضر و محدودکننده باید از آن نام برد. وجود کال شور در حوضه صفی‌آباد بیانگر این ارتباط است.

## کوه‌های شهر صفی‌آباد
- کوه یاریمجا این کوه باارتفاع ۲۲۹۳متر در فاصله‌های ۱۱کیلومتری شمال شرق.
- کوه کمرسیاه این کوه باارتفاع ۱۵۷۰متر در ۳ کیلومتری شمال شرق.
- کوه هزاردره این کوه باارتفاع ۱۸۸۷ متر در ۱۴ کیلومتری شمال شرق.
- کوه آهم نرد این کوه باارتفاع ۲۰۸۱متر در ۱۱ کیلومتری شمال شرق.
- کوه شاه حسن این کوه باارتفاع ۲۲۲۱ متر در ۵۰ کیلومتری شمال شرق.
- کوه پشت بره این کوه باارتفاع ۱۷۱۹متر در ۲۰کیلومتری شمال شرق.[۲۵]

## منابع و مسایل آب شهر صفی‌آباد

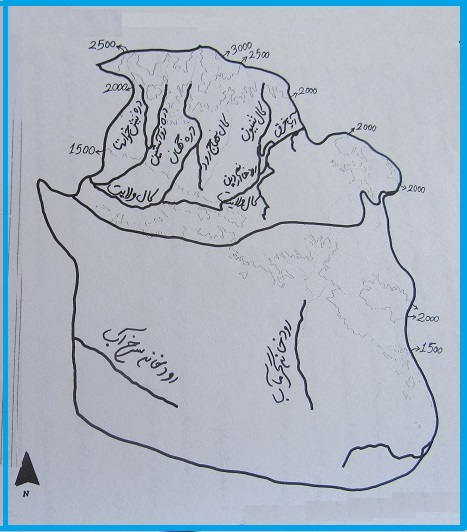
وضعیت توپوگرافی و هیدرولوژی بخش بام و صفی‌آباد اسفراین

## پوشش گیاهی شهر

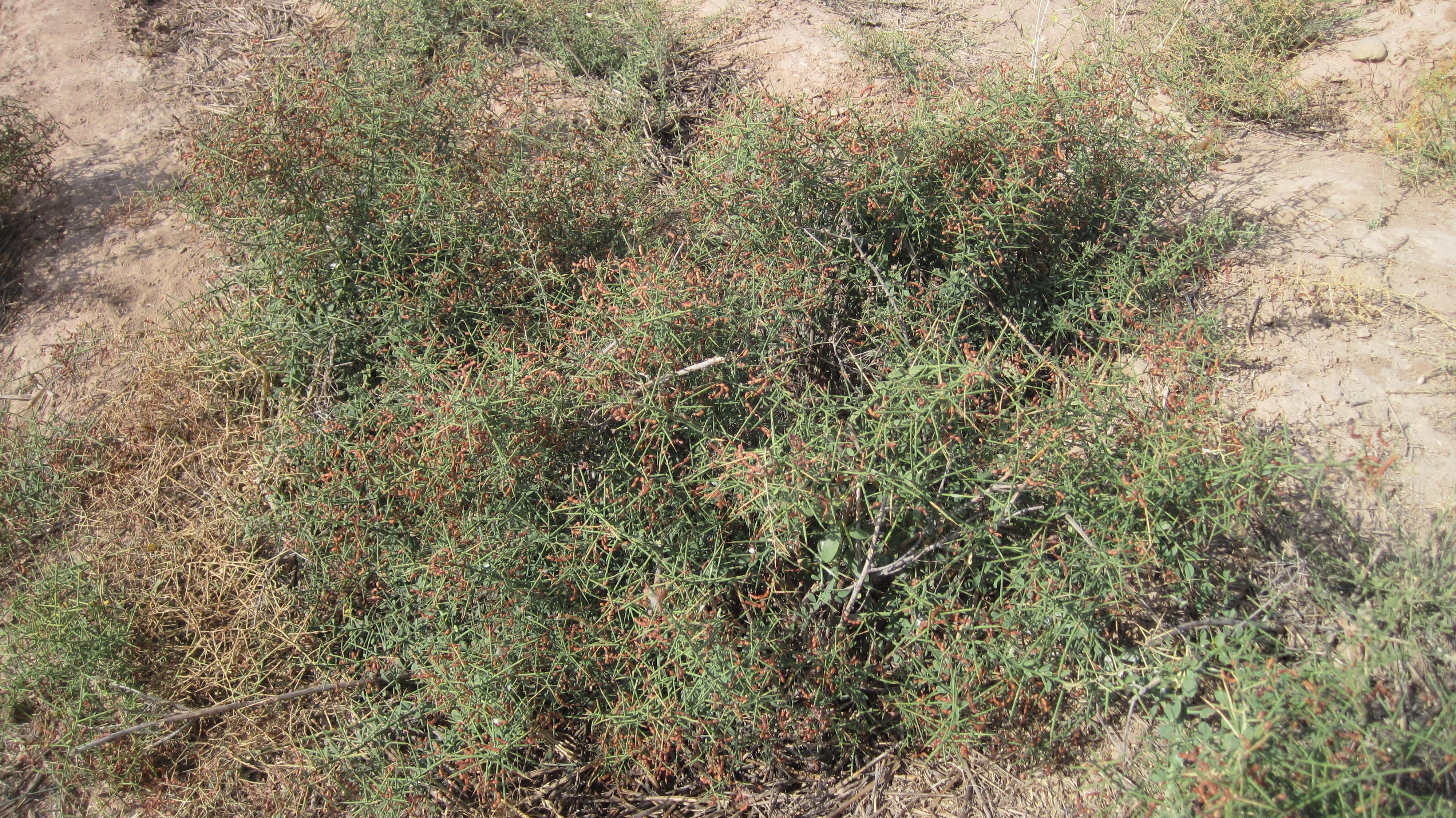
ترنجبین از پوشش گیاهی شهر

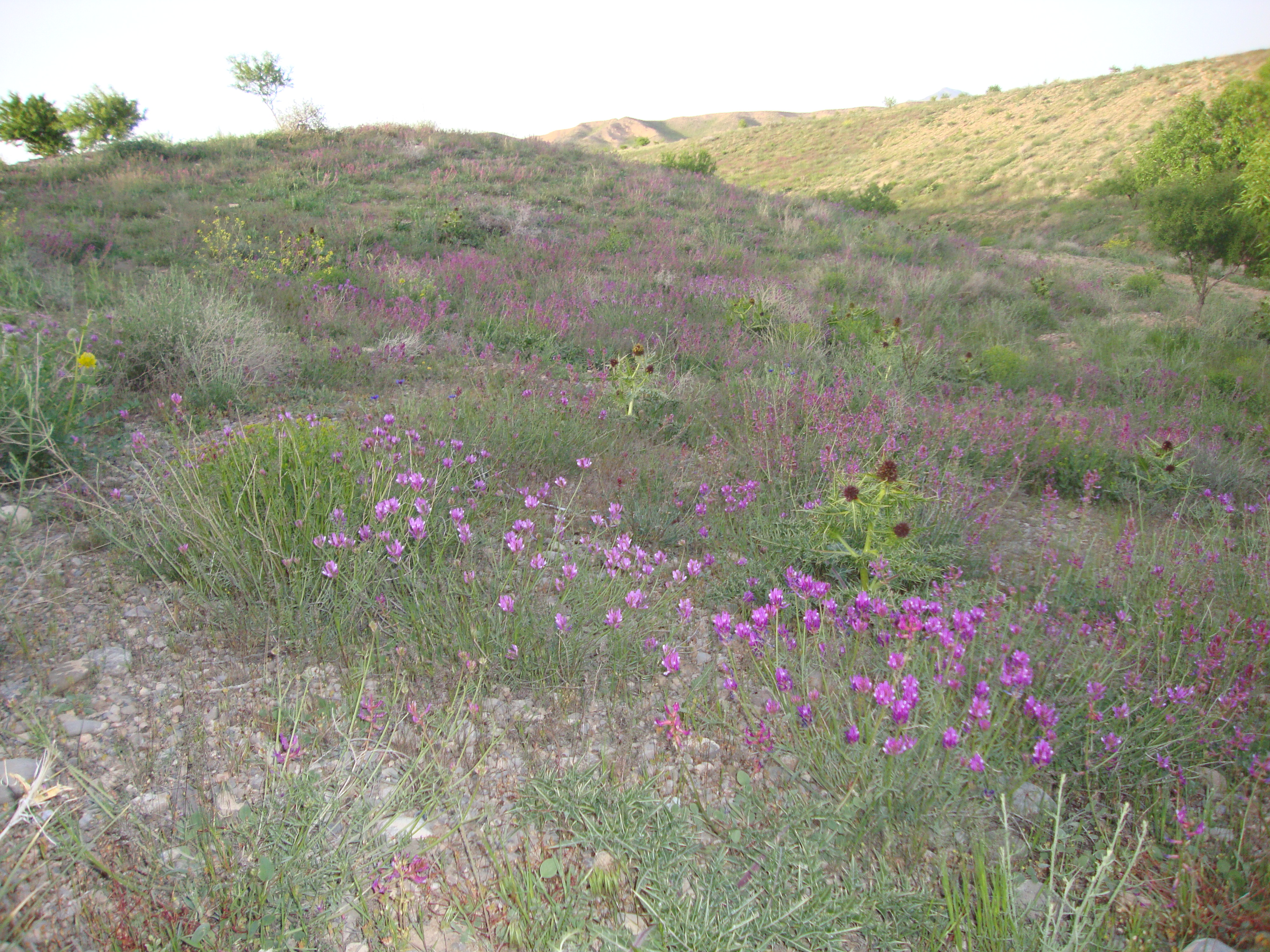
پوشش گیاهی بخش کوهستانی روستای زالی ۱۳۹۱

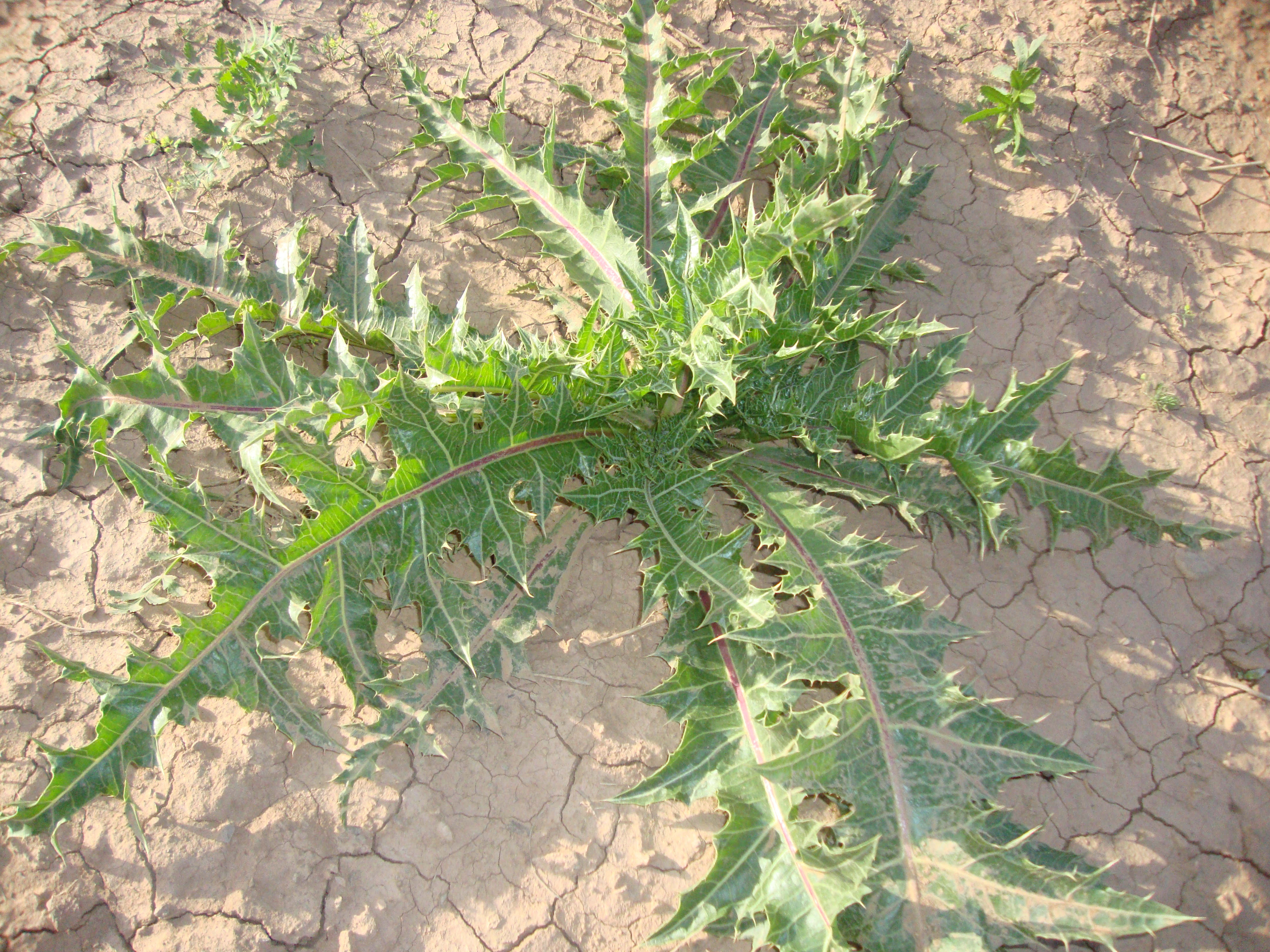
کنگر وحشی از توع ماده ازپوشش گیاهی بخش کوهستانی بخش بام وصفی آباد ۱۳۹۱

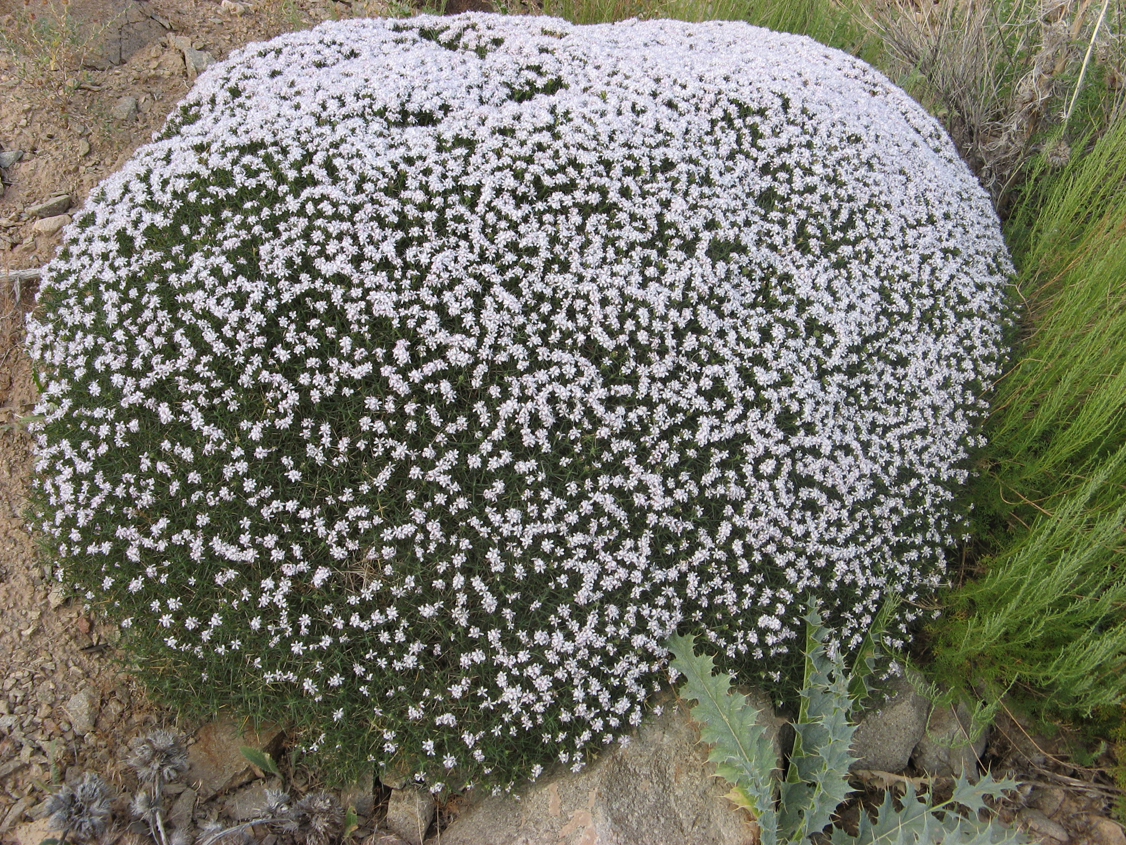
نمونه گونهای بخش بام وصفی آباد۱۳۹۰

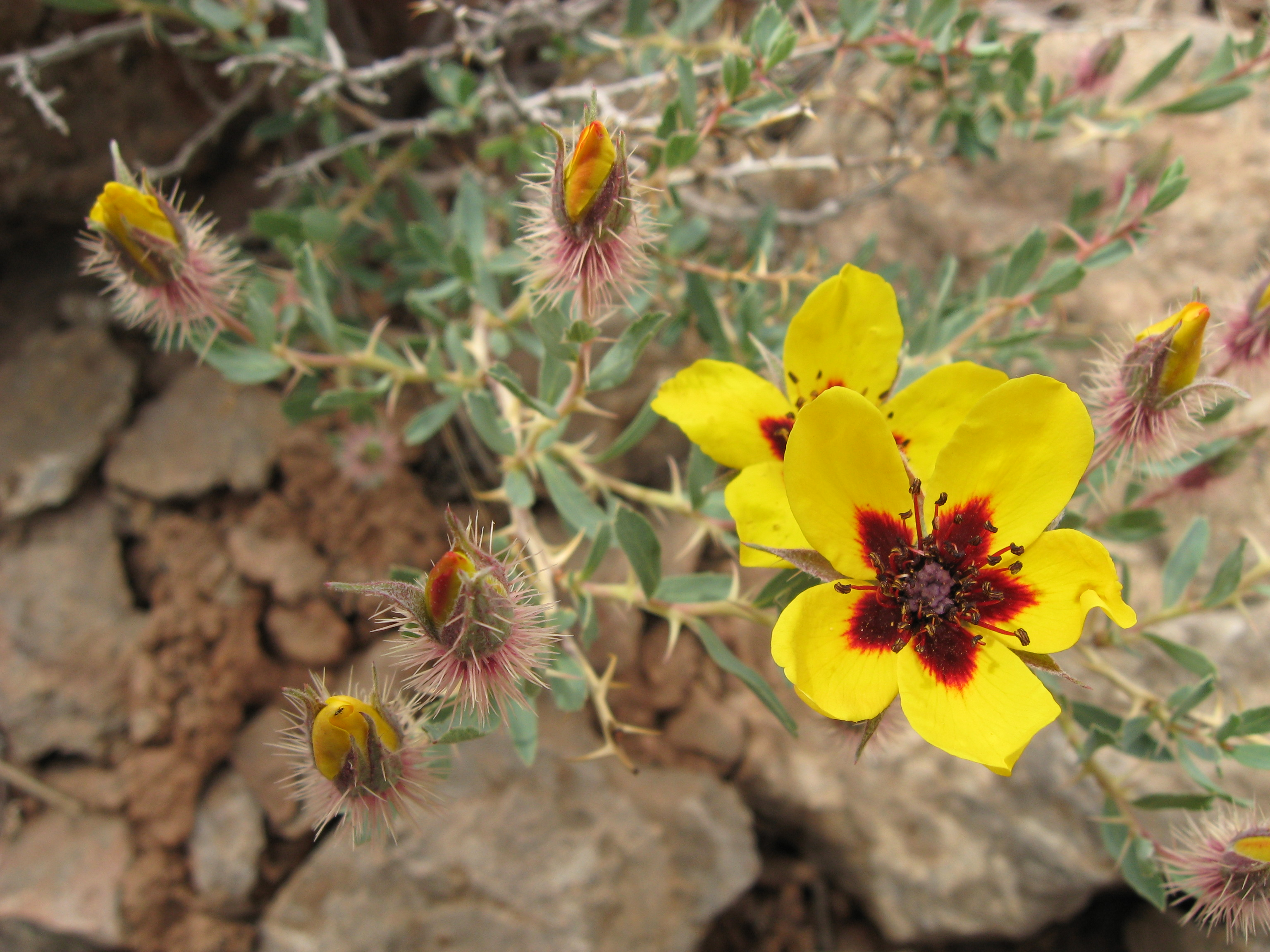
درختچه ورک از پوشش گیاهی بخش بام وصفی آباد، ۱۳۸۶

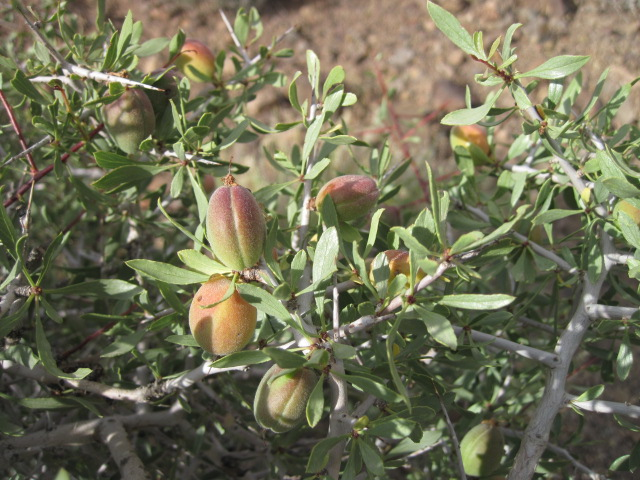
نمونه‌ای ازدرختچه بادامچاهی ازپوشش گیاهی بخش بام وصفی آباد

## محصولات شهر

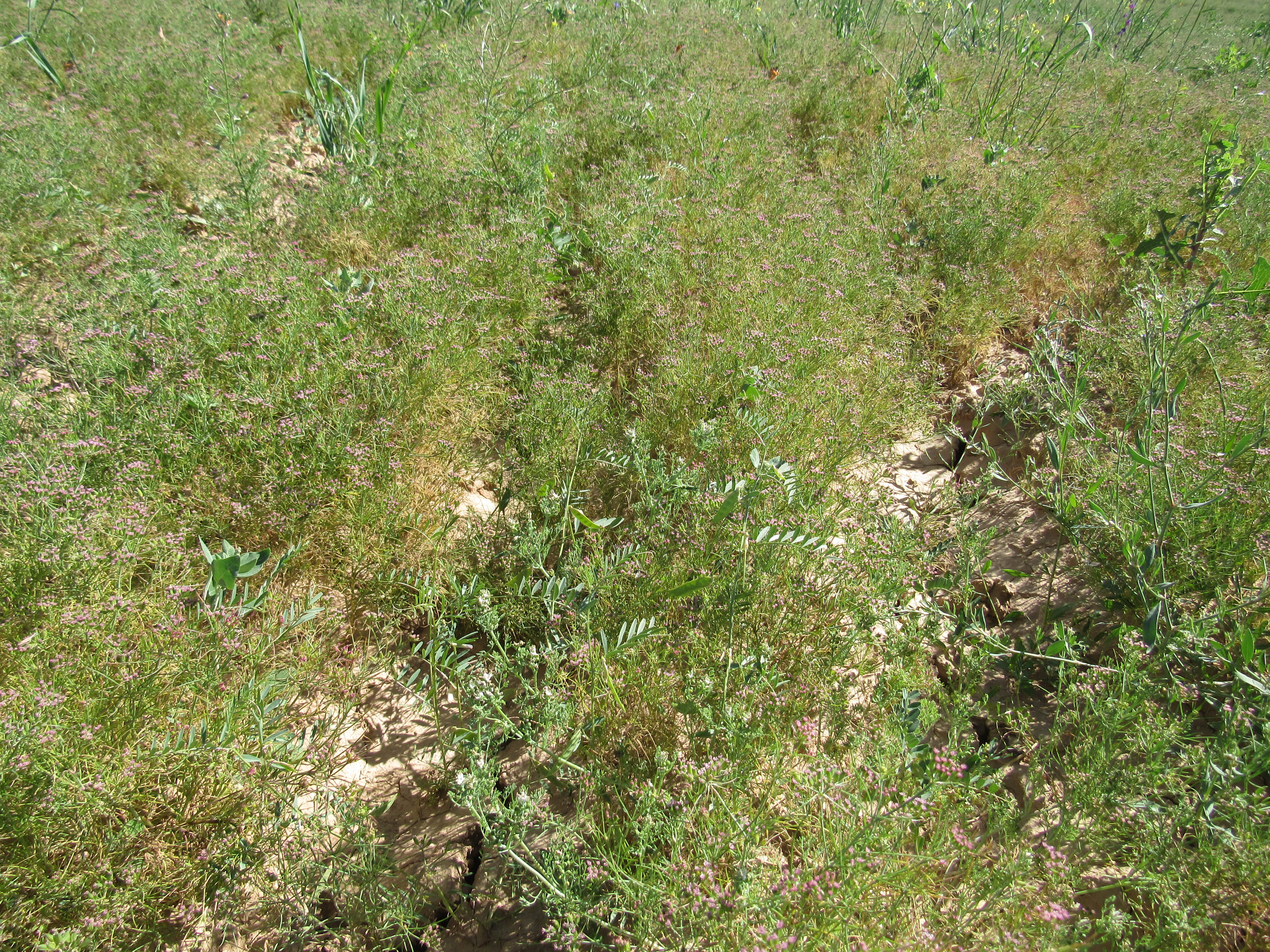
زیره از محصولات عمده زراعی شهر صفی‌آباد

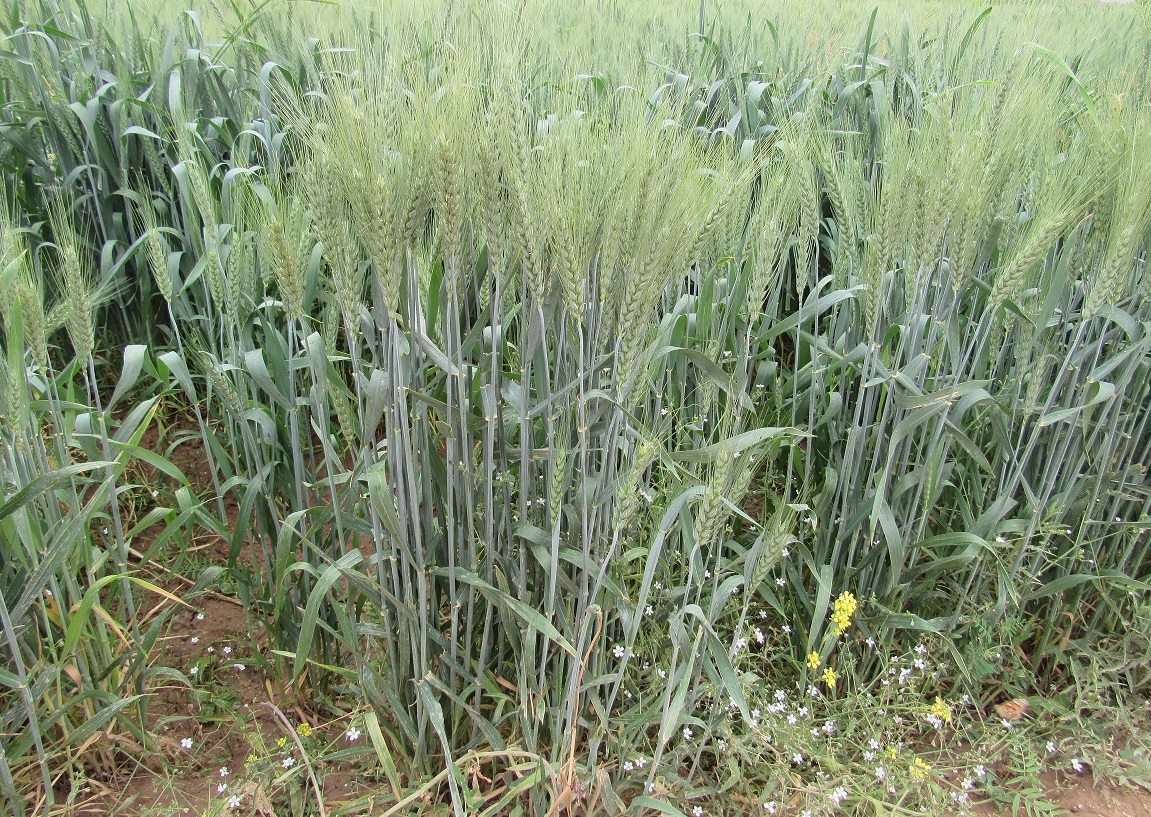
گندم

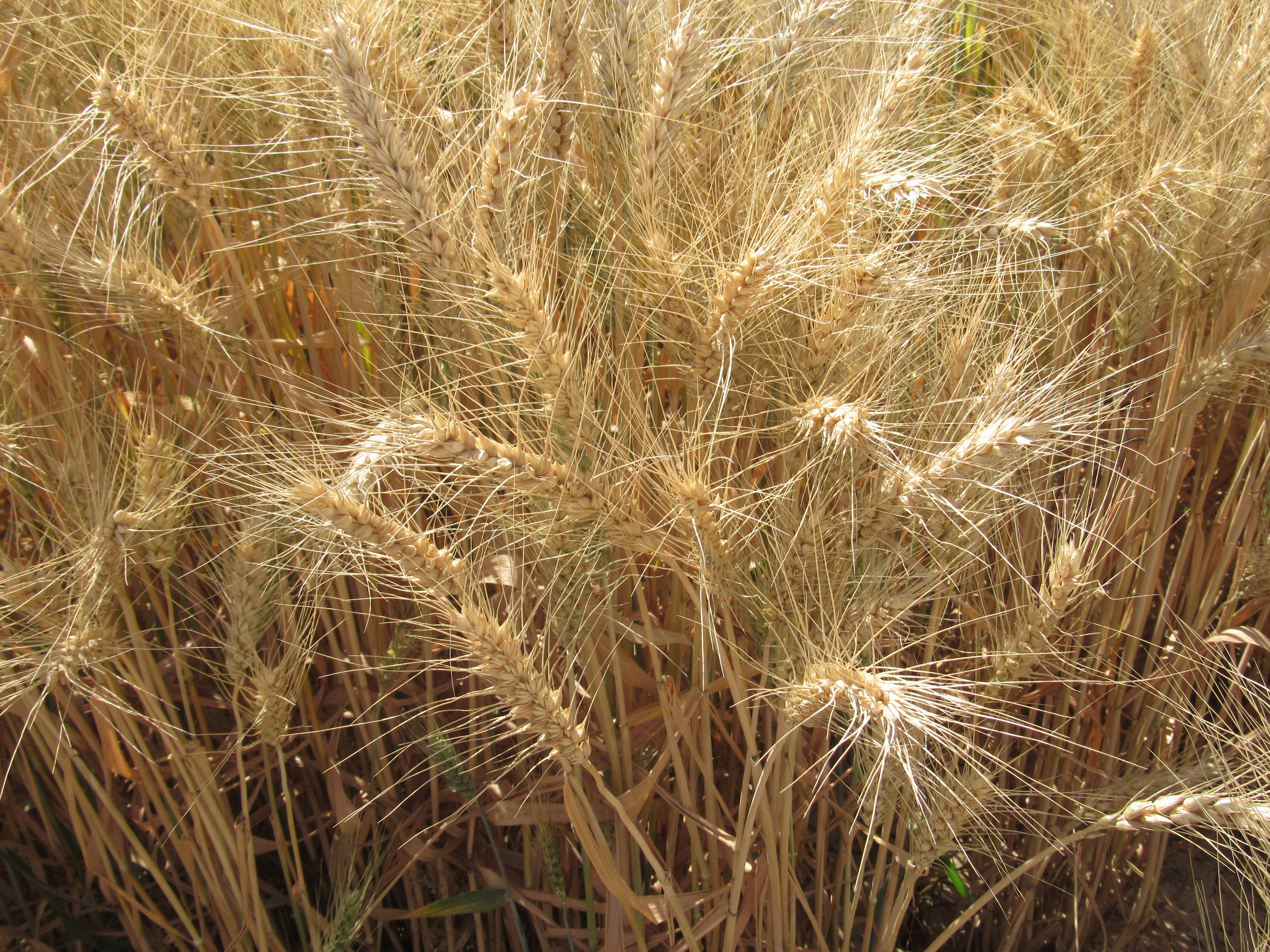
گندم درشهر صفی‌آباد

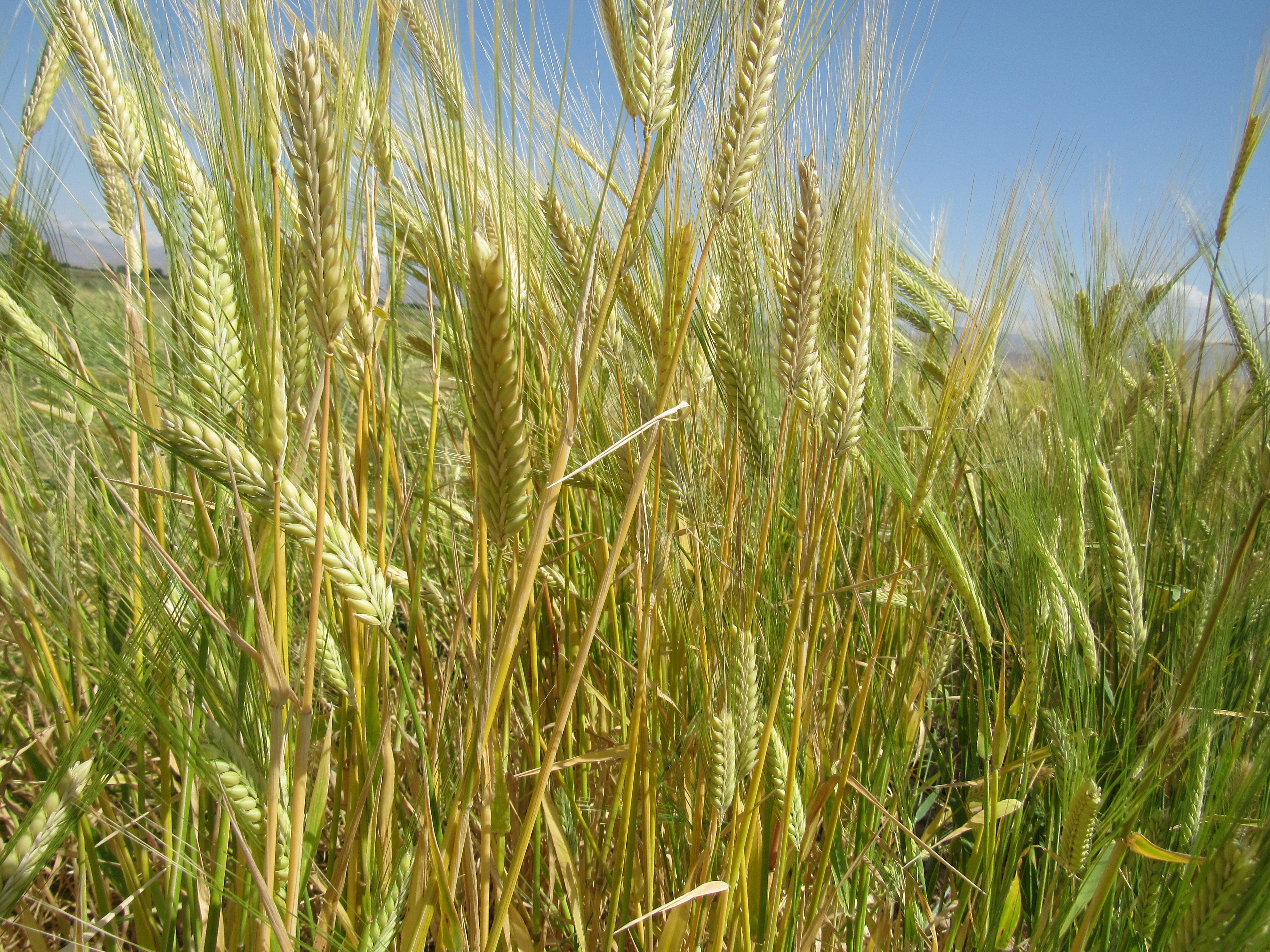
جو از محصولات زراعی

## نگارخانه

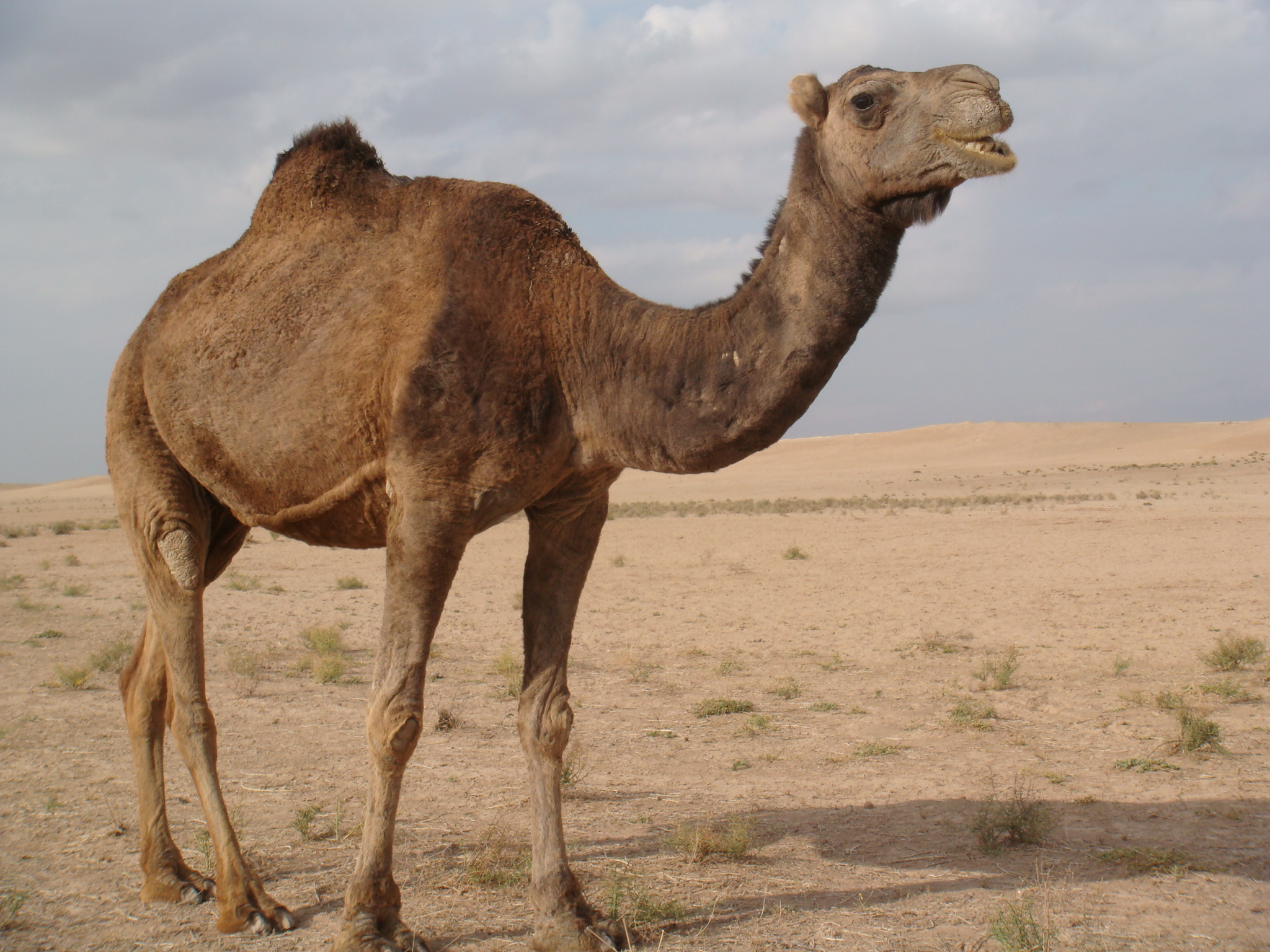
شتر یکی از حیوانات مقاوم در محدوده روستای منگلی در بخش جنوبی و دشتی شهر صفی آباد است.